# Elatostema abangense
Elatostema abangense är en nässelväxtart som beskrevs av Gerda Jane Hillegonda Amshoff. Elatostema abangense ingår i släktet Elatostema och familjen nässelväxter. Inga underarter finns listade i Catalogue of Life.